# Rynek w Mysłowicach
Rynek w Mysłowicach – rynek w Mysłowicach, będący głównym ośrodkiem założenia urbanistycznego Starego Miasta. 
Jest to czworoboczny plac, z którego rozchodzą się trzy ulice: Kacza, Grunwaldzka i Bytomska, a także plac Mieroszewskich. Jego początki sięgają czasów lokacyjnych miasta Mysłowice z przełomu XIII i XIV wieku, a pierwsza wzmianka o jego istnieniu pochodzi z 1301 roku. Rynek zabudowany jest z trzech stron zwartą zabudową – głównie kamienicami mieszczańskimi z przełomu XIX i XX wieku, przeważnie dwu- i trójkondygnacyjnymi. 

## Charakterystyka

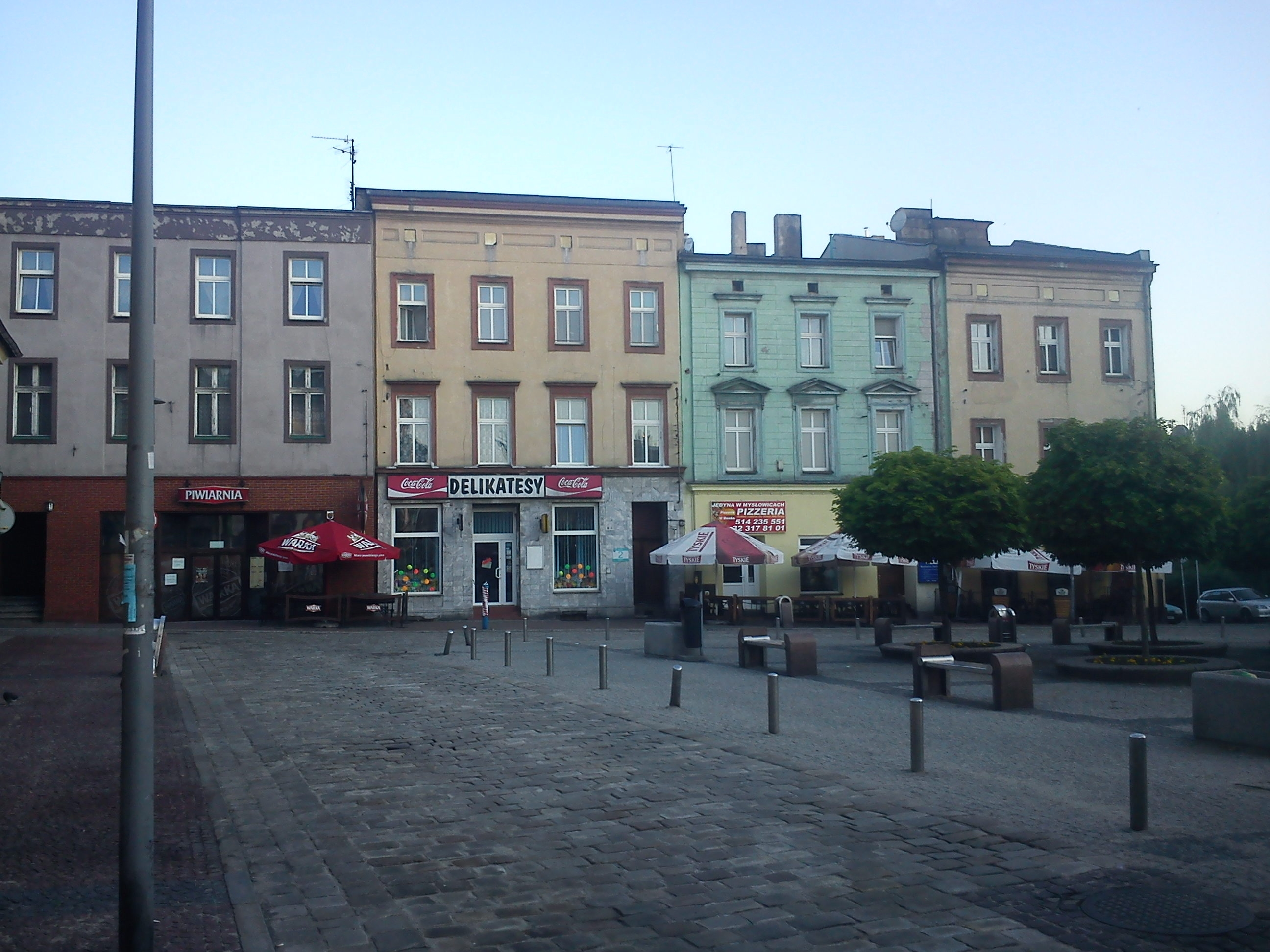
Fragment zachodniej pierzei mysłowickiego Rynku w 2011 roku

Rynek znajduje się na terenie mysłowickiej dzielnicy Stare Miasto, w jego północnej części. Jest to plac o kształcie prostokąta, do którego dochodzą cztery ulice i place – od strony zachodniej plac Mieroszewskich i ulica Bytomska, a od strony wschodniej ulica Kacza i ulica Grunwaldzka. Jest on jedną z trzech, obok placu Wolności i placu przed mysłowickim dworcem kolejowym na ulicy Powstańców, głównych przestrzeni publicznych mysłowickiego Starego Miasta.
Rynek klasyfikowany jest jako droga gminna nr 240006S o klasie drogi lokalnej (L). W systemie TERYT widnieje on pod numerem 19252, a kod pocztowy dla adresów przy nim to 41-400. Rynek posiada nawierzchnię brukowaną, pośrodku której symbolicznie odtworzono obrys dawnego ratusza w formie prostokąta, a także fontanny w formie koła. Na placu tym znajduje się fontanna z pomnikiem św. Jana Chrzciciela oraz zrekonstruowana studnia, a ponadto jego przestrzeń uzupełniona jest elementami małej architektury i systemem monitoringu.
Zabudowa przy mysłowickim Rynku pochodzi przeważnie z przełomu XIX i XX wieku. Tworzą ją zabytkowe kamienice reprezentujące różne style architektoniczne – przeważnie eklektyzm, a największą wartością odznaczają się kamienice w południowej pierzei. Zwarta zabudowa Rynku znajduje się we wschodniej, południowej i zachodniej pierzei. Północna jest natomiast częściowo zabudowana, a jej domknięciem jest atrapa po wyburzonych kamienicach w formie metalowej konstrukcji. Jest częścią układu urbanistycznego miasta Mysłowice wpisanego do rejestru zabytków nieruchomych pod nr. A/1183/72.
Przez Rynek biegnie czerwony szlak turystyczny – Szlak im. Mariana Kantora-Mirskiego.

## Historia

### Początki
Pierwotne, średniowieczne założenie miejskie Mysłowic lokowane na prawie magdeburskim wykształciło się na przełomie XIII i XIV wieku. Zostało ono usytuowane około 200 m na południowy wschód od przedlokacyjnej osady. W środku obszaru wytyczono czworoboczny plac, od którego w prostych liniach rozbiegały się ulice. Jedna z pierwszych wzmianek informująca o istnieniu Rynku w Mysłowicach pochodzi z 1301 roku.
Mysłowicki Rynek przez stulecia pełnił funkcję placu targowego. Tam też znajdował się ratusz, w którym zasiadały władze miasta. Nieznana jest natomiast data powstania pierwszego mysłowickiego ratusza. Wiadomo natomiast, że został on splądrowany w 1587 roku przez wojska Jana Zamoyskiego podczas walk z Habsburgami o tron polski.
Pod koniec XVI wieku Rynek był głównym ośrodkiem miasta i wybiegały z niego cztery ulice. Narożnik południowo-zachodni połączony był z drogą przedlokacyjną krętą uliczką – późniejsza ulica Bytomska. Wybiegająca z narożnika południowo-wschodniego późniejsza ulica Grunwaldzka stanowiła przedłużenie traktu w kierunku Bierunia i dalej do Oświęcimia. Zabudowa miasta była luźna, a jedynie w trzech pierzejach Rynku miała ona charakter zwarty. Były to obiekty drewniane, usytuowane szczytowo w zabudowie przyrynkowej i wzbogacone podcieniami. W tym czasie Mysłowice miały charakter osady rolniczej.
Na mysłowickim Rynku dochodziło do ciągłych pożarów. W 1617 roku wybuchł pożar, który strawił m.in. południową pierzeję placu. W pożarze z 1669 roku spłonął ratusz i 7 budynków północnej pierzei. Podobnie stało się to w 1758 roku, kiedy to zniszczeniu uległo 20 domów i ratusz.
Zapis z 1737 roku wspomina o istnieniu w zachodniej części Rynku figury św. Jana Nepomucena.

### Lata 1742–1922
Na skutek wojen śląskich w 1742 roku Mysłowice weszły w skład Królestwa Prus, co przyczyniło się zasadniczo do zmiany procesów kształtujących przestrzeń Mysłowic, w tym Rynku. Do drugiej połowy XVIII wieku układ urbanistyczny Mysłowic nie uległ natomiast większym zmianom, a życie miejskie koncentrowało się wówczas wokół Rynku, którego układ wyznaczały ulice Bytomska i Grunwaldzka. Jednocześnie służył on jako plac, na którym każdego tygodnia odbywał się targ, a cztery razy w roku jarmark.
W 1787 roku na Rynku ponownie wybudowano ratusz. Został on przedstawiony na rycinie z przełomu XVIII i XIX wieku jako obiekt drewniany, parterowy o konstrukcji wieńcowej, kryty dachem mansardowym z podcieniem od strony południowej. Stał on pośrodku placu, a obok niego znajdowała się studnia oraz pręgierz.
Przygraniczne położenie miasta Mysłowice, a także doprowadzenie w latach 40. XIX wieku linii kolejowej Kolei Górnośląskiej były ważnymi czynnikami miastotwórczymi Mysłowic, a sama linia kolejowa wpłynęła m.in. na przemiany urbanistyczne, a także na rozwój handlu i turystyki w mieście. Sam Rynek w połowie XIX wieku odgrywał znaczącą rolę w sferze społecznej jako przestrzeń publiczna, stanowiąc miejsce codziennych kontaktów zarówno mieszkańców Mysłowic, jak i okolicznej ludności.

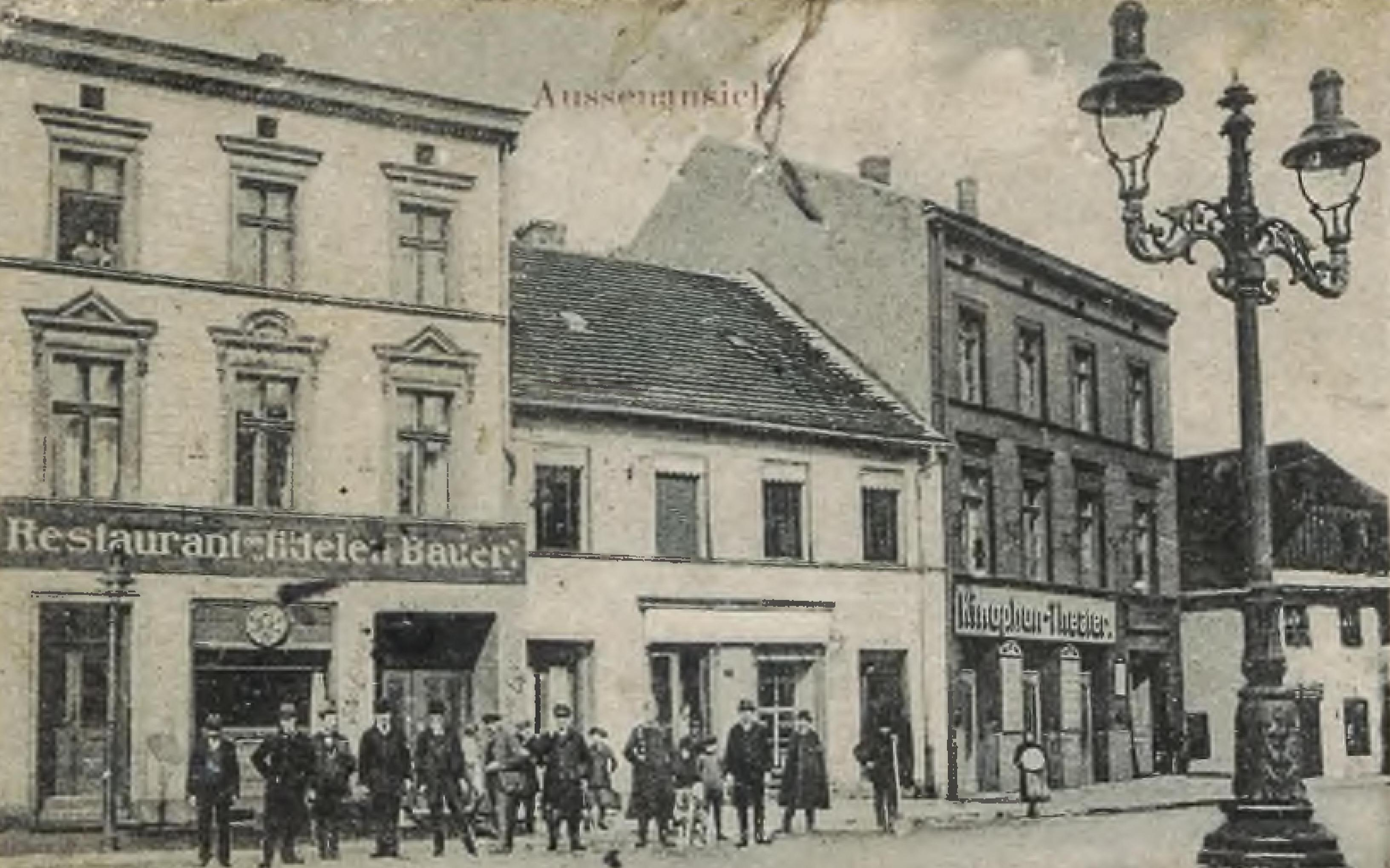
Fragment północnej pierzei mysłowickiego Rynku w 1912 roku

Mysłowice w pierwszej połowie XIX wieku zaczynały zatracać swój rolniczy charakter, a zabudowa drewniana zaczęła być stopniowo zastępowana przez murowaną. Pierwsze murowane domy nawiązywały jeszcze do tradycji budownictwa ludowego, były jednokondygnacyjne, szczytem zwrócone do ulicy i najczęściej lokowane przy Rynku. W następnych latach w miejsce budynków jedno- lub dwurodzinnych zaczęto budować kilkukondygnacyjne kamienice czynszowe. Południową i zachodnią pierzeję placu wypełniły wąskie, murowane domy, w większości trójkondygnacyjne z głębokimi podwórzami. Masywnymi budynkami zabudowano także wschodnią pierzeję. W budynkach przy Rynku mieściły się sklepy i warsztaty rzemieślnicze. W połowie XIX wieku w północnej pierzei stało natomiast jeszcze pięć niskich drewnianych budynków z podcieniami.
W 1828 roku w Mysłowicach powstała pierwsza apteka, którą ulokowano przy Rynku. Jej właścicielem był Fengier, od którego w 1840 roku odkupił ją Koepsch. W rękach tej rodziny apteka pozostawała do wybuchu II wojny światowej. W latach 1851–1855 nawierzchnia placu po raz pierwszy została wybrukowana, a w 1872 roku została ona wymieniona. W 1855 roku mysłowicki drewniany ratusz stojący na Rynku został rozebrany, a pod koniec XIX wieku w miejscu wyburzonego ratusza wybudowano fontannę.

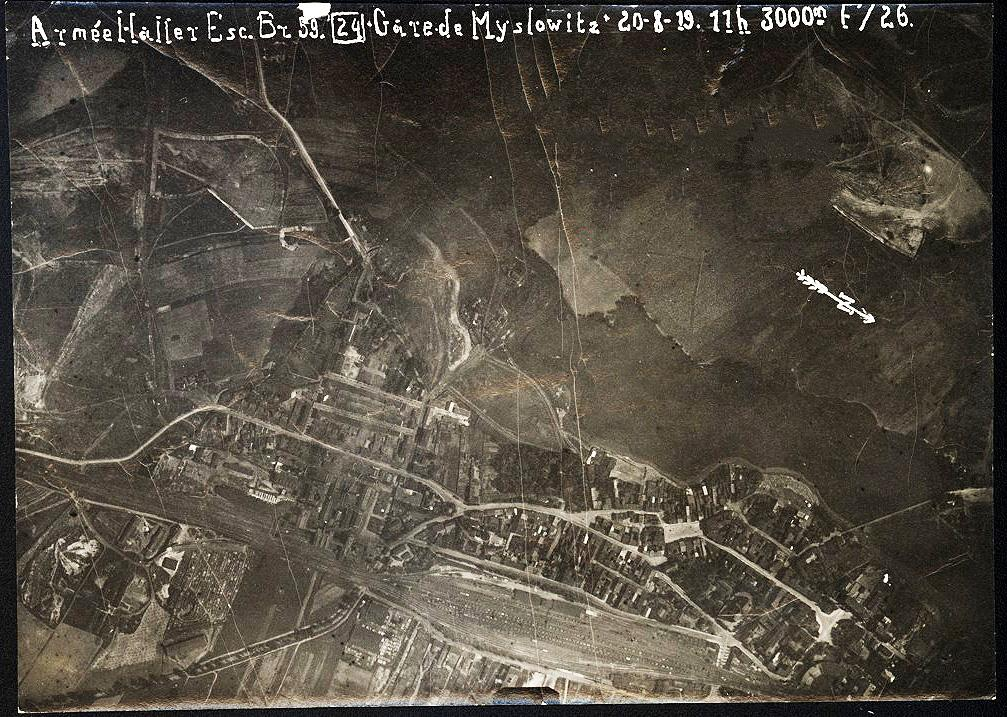
Zdjęcie lotnicze mysłowickiego Starego Miasta z 20 sierpnia 1919 roku, z Rynkiem. Na zdjęciu błędnie oznaczono kierunek północny.

Pod koniec XIX wieku nastąpił szczególnie korzystny okres dla rozwoju handlu i gastronomii w mieście, a większość placówek koncentrowało się wówczas m.in. na Rynku. Na osi od dworca kolejowego przez Rynek do ulicy Bytomskiej wykształciła się nowoczesna i ekskluzywna dzielnica handlowa. W tym też okresie, po uprzednim wyburzeniu budynku w północno-zachodniej parceli, wytyczono bezpośrednio ulicę łączącą Rynek z ulicą Bytomską – późniejszy plac Mieroszewskich. W 1901 roku przy Rynku mieszkało 688 osób.
Około 1907 roku przy Rynku zaczęło działać pierwsze mysłowickie kino – „Union”. W 1913 roku przy Rynku funkcjonowały działalności z rożnych branż. Znajdowały się tutaj m.in.: gabinety lekarskie, sklep żelazny, magazyn odzieży, karczmy, piekarnie, fabryka i hurtowania alkoholi, sklep kolonialny, restauracja, kancelaria radcy prawnego, banki, księgarnia i Główny Urząd Meldunkowy, a także różnego typu sklepy i inne działalności gospodarcze. Okres żywiołowego rozwoju Mysłowic przerwał wybuch I wojny światowej.
Rynek przed 1922 rokiem był nie tylko miejscem handlu czy spędzania wolnego czasu, ale i też organizowano tutaj uroczystości państwowe. W 1920 roku odbył się na nim ostatni apel Reichswehry przed wymarszem z Mysłowic.

### Lata 1922–1945

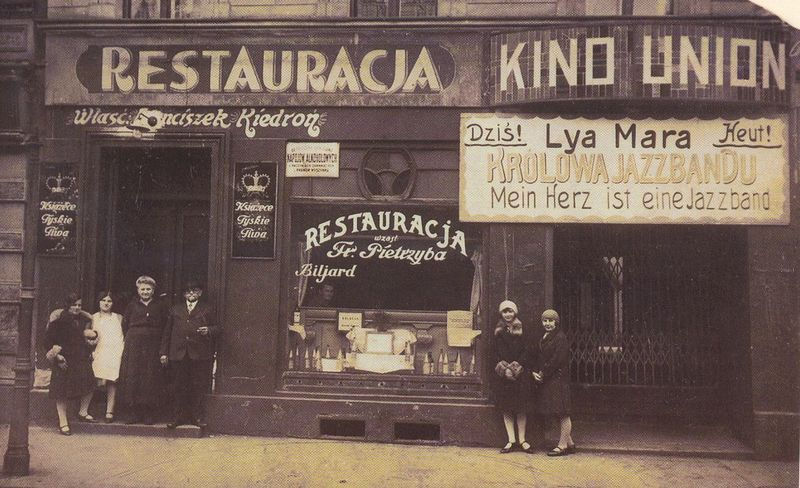
Restauracja i kino „Union” F. Kiedronia w przed 1939 rokiem

W 1922 roku Mysłowice zostały przyłączone do państwa polskiego. W latach międzywojennych układ urbanistyczny mysłowickiego Starego Miasta pozostawał bez zmian. W tym okresie na Rynku organizowano uroczystości państwowe, wojskowe oraz inne o charakterze narodowym. Jednocześnie żywa była tradycja organizowania tutaj jarmarków.
Pod adresem Rynek 11 funkcjonowała Destylarnia oraz Wytwórnia Likierów i Hurtownię Win „Isaac Grunwald” i S-ka – Fabryka Wódek i Wyszynk, Rynek 17 – Hurtownia Węgla, Rynek 18 – znana wówczas na Górnym Śląsku Fabryka Wyrobów Aluminiowych „Benno Duhl” (specjalizowała się w produkcji sztućców), a pod Rynek 19 – Biuro Przemysłowo-Handlowe „Jan Usarowski i S-ka”. Działały tu wówczas także różnego rodzaju sklepy, w tym m.in. „Obuwie”, „Tekstylia”, „Centrala Światło”, „Stara Apteka Miejska”, Obuwniczy „Lea”, Skład Firmowy „Salamander”, Skład „Galanteryjny” czy Skład Mebli. Funkcjonowało też kino „Odeon” i restauracja.
W czasach niemieckiej okupacji Polski mysłowicki Rynek nosił nazwę Ring, a plac ten udekorowany był flagami III Rzeszy i portretem Adolfa Hitlera. W tym też czasie Niemcy rozebrali figurę św. Jana Nepomucena. Pod nr. 19 działał sklep „Gross-und Kleinhandel mit Tabakwaren und Süsswaren", pod nr. 24 sklep „Einzelhandel mit Schuhwaren”, a pod nr. 26a sklep „Handarbeiten, Wolle und Wollwaren – Damen und Kinderbekleidung”. Funkcjonowało też kino „Capitol”, a pod nr. 4 po koniec września 1939 roku wznowiła działalność Stadtbibliothek (niem. Biblioteka Miejska).

### Lata po II wojnie światowej

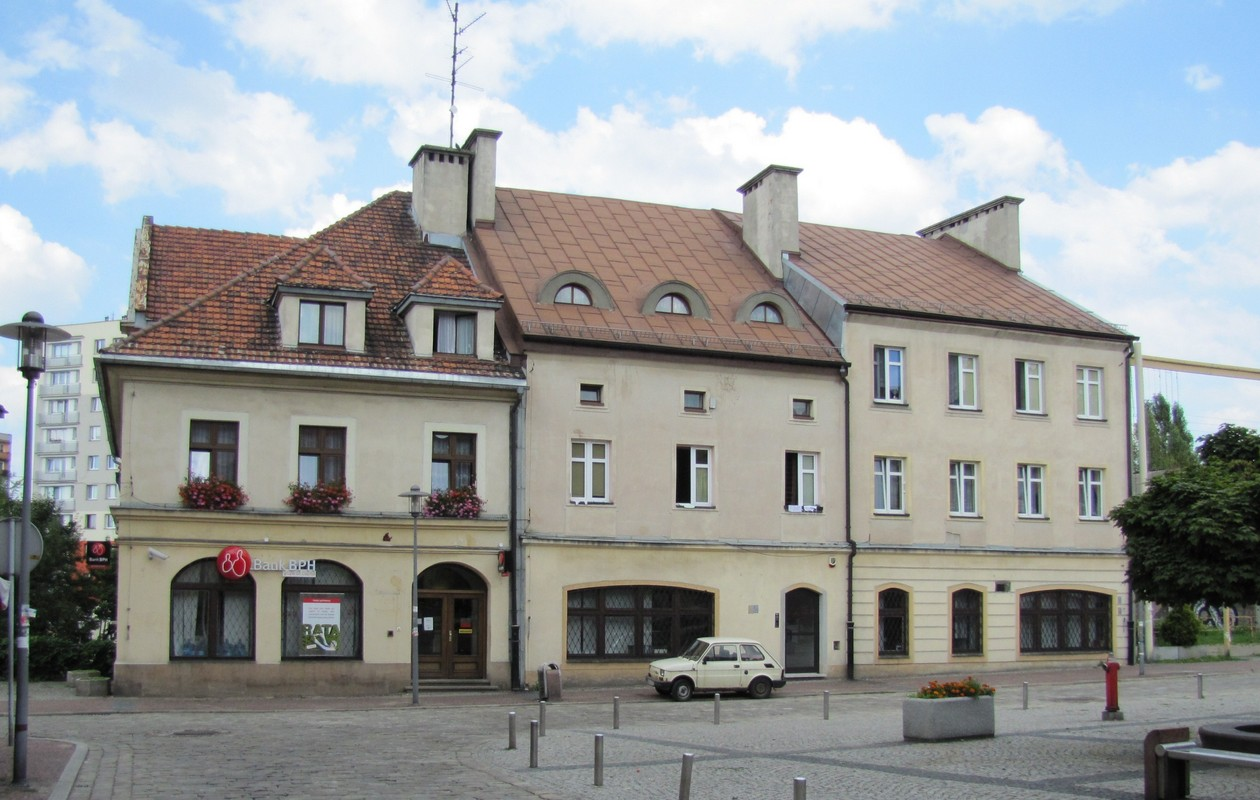
Zabudowa pod adresem Rynek 8 i 9, powstała w miejscu wyburzonej w latach 80. XX wieku północnej pierzei

W czasach Polski Ludowej Rynek był miejscem, w którym organizowano zarówno pochody pierwszomajowe, jak i procesje Bożego Ciała. W latach 60. XX wieku rozebrano znajdującą się na placu fontannę, natomiast 5 maja 1972 roku do rejestru zabytków nieruchomych województwa katowickiego został wpisany układ urbanistyczny miasta Mysłowice, którego ośrodkiem był Rynek.
Ukierunkowanie gospodarki regionu na przemysł wydobywczy doprowadziło do degradacji historycznej tkanki miasta Mysłowice, w tym do całkowitego wyburzenia w latach 80. XX wieku kamienic w pierzei północnej Rynku. W późniejszych latach została ona częściowo odbudowana – wzniesiono dwa budynki w północno-zachodniej części pierzei.

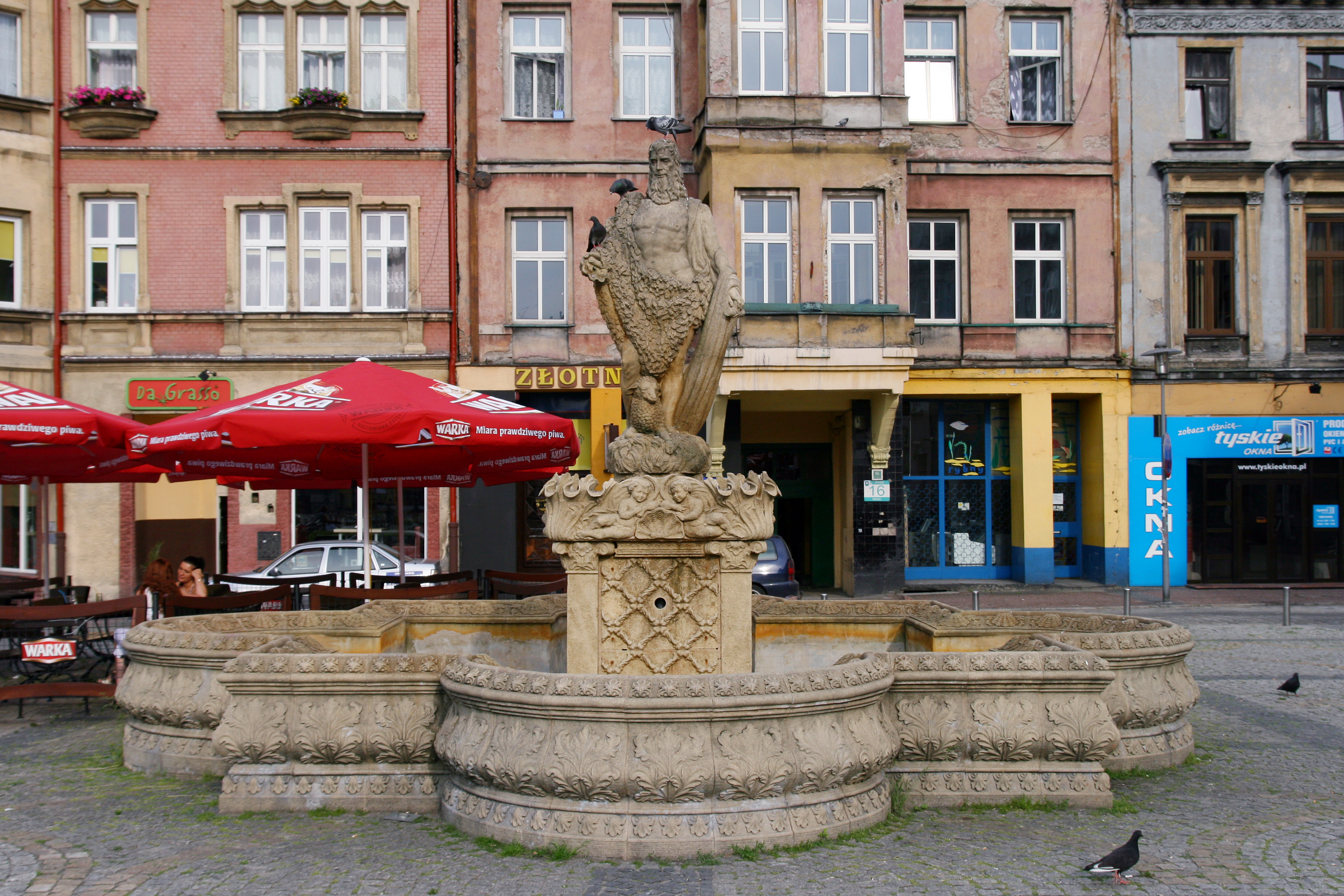
Fontanna św. Jana Chrzciciela wzniesiona w 2004 roku

Rynek w latach 90. XX wieku został przebudowany, a prace te poprzedzono badaniami archeologicznymi, którymi rozpoznano lokalizację najstarszej części miasta. Na przełomie XX i XXI wieku na Rynku w miejsce wyburzonych kamienic na pierzei północnej stanęła stalowa konstrukcja stanowiąca imitację kamienic, a w 2004 roku wzniesiono fontannę św. Jana Chrzciciela.
Po 1989 roku Mysłowice znajdowały się w niekorzystnej sytuacji gospodarczej, co wywarło również wpływ na historyczne centrum miasta. W 1999 roku w rejonie ulic Katowickiej i ks. N. Bończyka w mysłowickiej dzielnicy Bończyk-Tuwima został wybudowany hipermarket sieci Real, co znacząco zmniejszyło atrakcyjność historycznego centrum miasta, gdyż nowy sklep stał się miejscem zakupów i spędzenia wolnego czasu dla okolicznych mieszkańców.
W 2013 roku plac miał wybitnie lokalny charakter i stanowił miejsce spotkań osób zamieszkujących najbliższą okolicę. W tym czasie dominowały placówki z działalnością handlową o zasięgu lokalnym. Podejmowano próby ożywienia tego miejsca, lecz organizowane w tym okresie wydarzenia miały charakter incydentalny, a ich zasięg był lokalny.

## Obiekty zabytkowe i miejsca pamięci
Obiekty zabytkowe i historyczne:

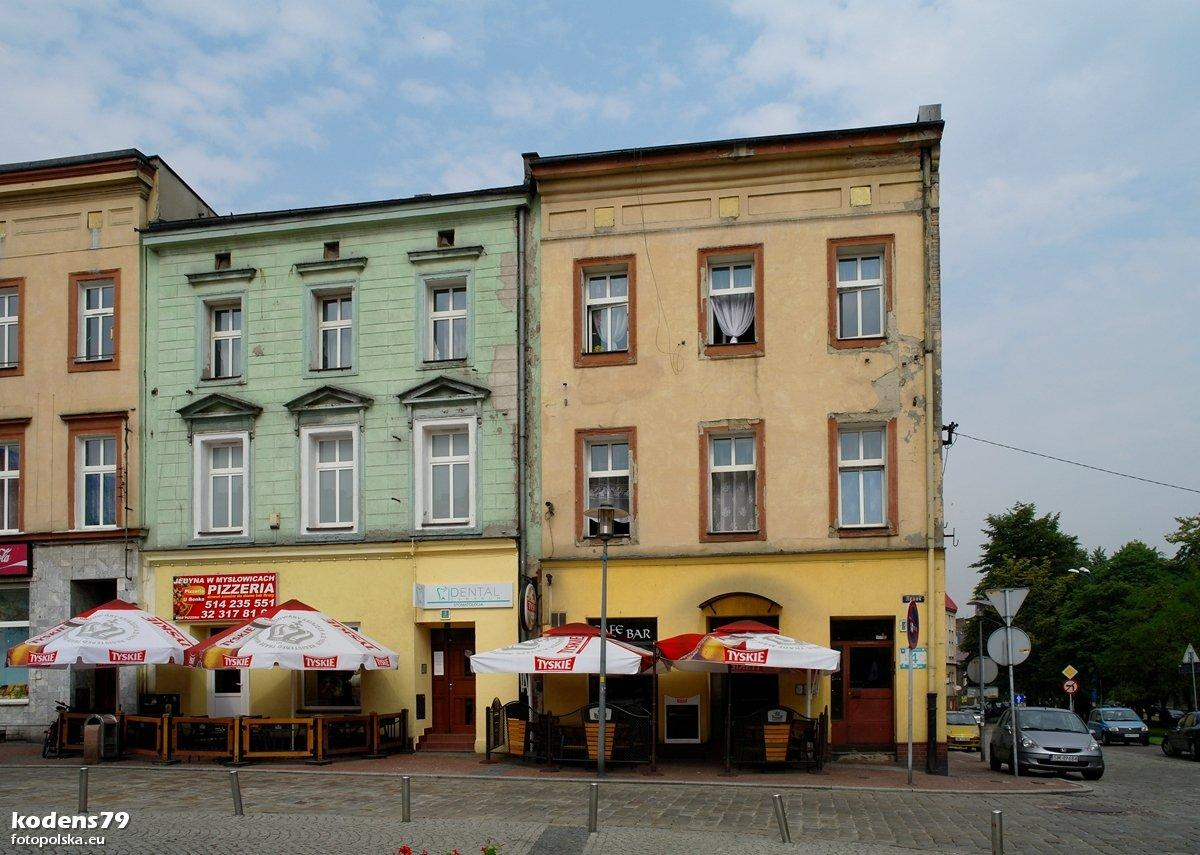
Kamienice pod nr. 3 i 4 (2012)

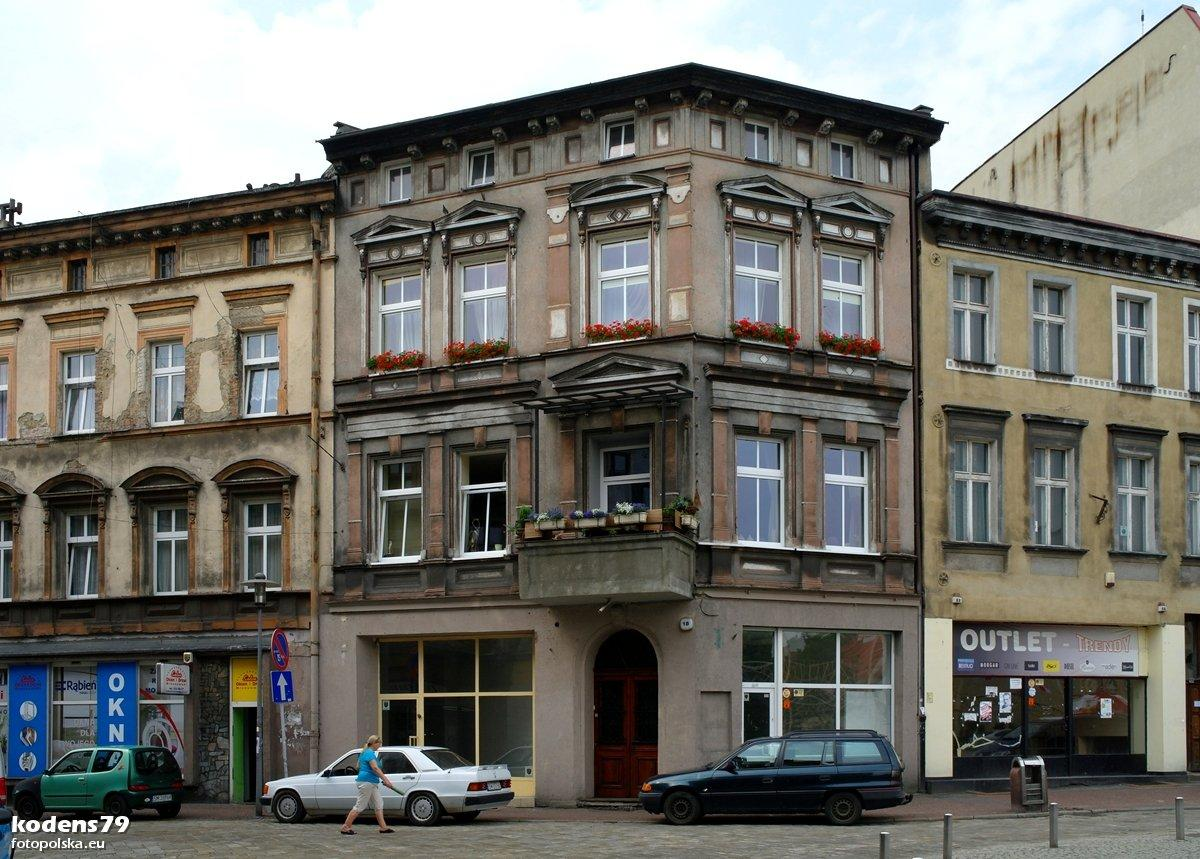
Kamienica pod nr. 18 (2012)

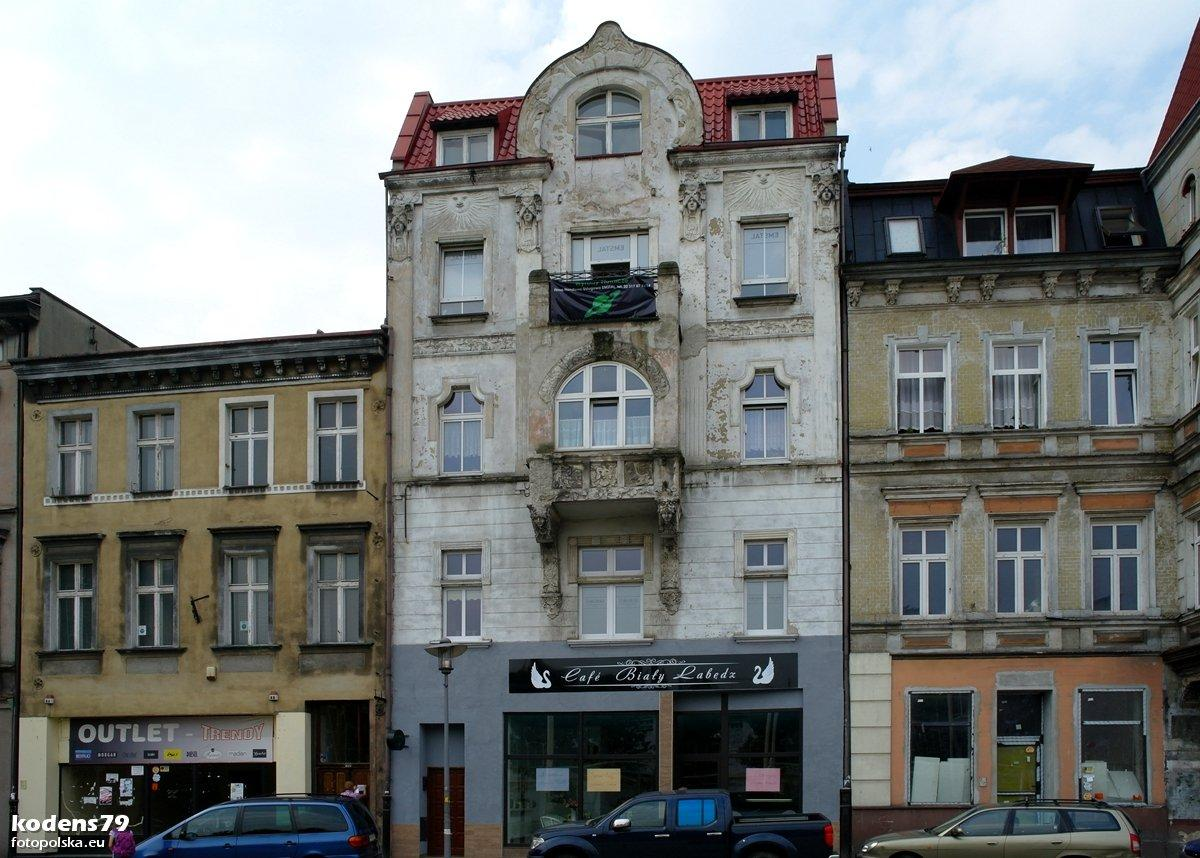
Kamienica pod nr. 20 (2012)

- Kamienica (Rynek 1) – budynek mieszkalno-usługowy, trójkondygnacyjny[58],
- Kamienica (Rynek 2) – budynek mieszkalno-usługowy, trójkondygnacyjny[58]; posiada tynkowaną, czteroosiową fasadę, zdobioną opaskami wokół okien oraz gzymsem; kamienicę odnowiono w 2017 roku[59],
- Kamienica (Rynek 3) – budynek mieszkalno-usługowy, trójkondygnacyjny[58]; posiada tynkowaną, trójosiową udekorowaną detalami fasadę; kamienicę wyremontowano w 2019 roku[60],
- Kamienica (Rynek 4) – budynek mieszkalno-usługowy, trójkondygnacyjny[58]; z tynkowaną elewacją frontową i boczną; kamienicę wyremontowano w latach 2012–2013[61],
- Kamienica (Rynek 16) – z 1900 roku[62]; jest to budynek mieszkalno-usługowy, czterokondygnacyjny[63]; posiada tynkowaną fasadę z detalami architektonicznymi; wejście prowadzi przez bramę przejazdową; kamienicę odnowiono w 2014 roku[64],
- Kamienica (Rynek 17) – z końca XIX wieku w stylu neorenesansu[65]; jest to budynek mieszkalno-usługowy; trójkondygnacyjny[63], wybudowany na planie lekko załamanej litery „L”; charakterystycznym elementem kamienicy jest obszerny wykusz w rogu budynku z obramowaniem okiennym w postaci kolumn, a ponadto na elewacji znajdują się pilastry również jako forma obramowania okien[65],
- Kamienica (Rynek 18) – budynek mieszkalno-usługowy, czterokondygnacyjny[63],
- Kamienica (Rynek 19) – budynek mieszkalno-usługowy, trójkondygnacyjny[63],
- Kamienica (Rynek 20) – z 1905 roku w stylu secesji; jest to obiekt trójosiowy, wzniesiony na rzucie prostokąta; na trzeciej kondygnacji w osi środkowej fasady znajduje się wykusz z oknami zamkniętym półkoliście, ponad którym znajduje się bogata dekoracja o motywach roślinnych; szczyt kamienicy obramiony został bogatą dekoracją o motywie roślinno-kwiatowym[66],
- Kamienica (Rynek 21/22) – budynek mieszkalno-usługowy, czterokondygnacyjny[63],
- Kamienica (Rynek 23) – budynek mieszkalno-usługowy, trójkondygnacyjny[63]; posiada tynkowaną, pięcioosiową fasadę, zwieńczoną gzymsem; kamienica wyremontowana w 2023 roku[67],
- Kamienica (Rynek 24) – budynek mieszkalno-usługowy, trójkondygnacyjny[63],
- Kamienica (Rynek 26) – budynek mieszkalno-usługowy, dwukondygnacyjny[63].

Pomniki i miejsca pamięci:
- Fontanna św. Jana Chrzciciela[9] – z 2004 roku; basen fontanny ma kształt wieloboku zakończonego półkoliście; pośrodku znajduje się figura przedstawiająca św. Jana Chrzciciela, który został ukazany wraz z jego atrybutami zgodnie z ikonografią; pomnik stoi na cokole zdobionym puttami i muszlami[55],
- Tablica (Rynek 8) – upamiętniająca miejsce, w którym rozstrzelano dwóch powstańców śląskich 28 sierpnia 1919 roku; ufundowana w 1946 roku[68].

## Gospodarka i instytucje
Według stanu ze stycznia 2024 roku przy Rynku znajdowało się 49 podmiotów gospodarczych zarejestrowanych w systemie REGON, w tym m.in. Filia w Mysłowicach Pedagogicznej Biblioteki Wojewódzkiej im. Józefa Lompy w Katowicach (Rynek 17), firmy budowlane, placówki medyczne, pracownia złotnicza, apteka, sklepy wielobranżowe, firmy usługowo-handlowe i inne.
Wierni rzymskokatoliccy mieszkający przy Rynku przynależą do parafii Krzyża Świętego.